# Fabio Valdambrini
Fabio Valdambrini (Arezzo, 19 novembre 1964) è un fumettista italiano.

## Biografia
Esordisce a 19 anni come disegnatore di serie erotiche edite dalla Edifumetto come serie "Strega". Seguono poi collaborazione per "Blitz" (Effetto Blitz), "Blue Press" ed "E.P.P." con episodi del personaggio erotico Ramba.
Nel 1990 inizia a collaborare con la ACME alle riviste Splatter e Mostri realizzando, oltre a racconti liberi, la serie Cliff e Mick; nel 1992 inizia a collaborare con la rivista Nero della Granata Press per la quale disegna la serie Il Re su testi di Giuseppe Ferrandino; lo stesso anno pubblica sull'Intrepido quattro episodi di Turma con testi di Marcello Toninelli e Il bosco quadrato, con testi di Michelangelo La Neve.
Nel 1993 inizia a collaborare con la Sergio Bonelli Editore, disegnando la serie Mister No, per cui realizza quindici albi e, in seguito, alle serie Demian, Caravan, Cassidy e Saguaro. Dopo "Cheyenne", nella serie dei Romanzi Bonelli, nel 2018 riprende a disegnare storie della serie Mister No.